# 万宁蒲桃
万宁蒲桃（学名：Syzygium howii）是桃金娘科蒲桃属的植物，是中国的特有植物。分布于中国大陆的海南等地，目前尚未由人工引种栽培。